# 杨矩 (晋熙县公)
杨矩（549年—608年10月8日），字文懿，弘农郡华阴县（今陕西省华阴市）人，出自弘农杨氏越公房，北周、隋朝官员。

## 生平
天和二年（567年），杨矩以陈国公宇文纯府记室为起家官，建德三年（574年）升任陈王府属。建德三年八月，杨矩出任左折冲上士。建德五年（576年）五月，杨矩出任左侍伯上士。建德六年（577年），杨矩参与了平定北齐的战役，因功进授仪同三司，封东燕县侯，食邑八百户。宣政元年（578年）六月，杨矩出任洛阳郡太守。开皇元年（581年），杨矩以本官检校洛州总管府长史。开皇三年（583年）十月，杨矩升任上仪同三司，改封晋熙县公，食邑如故，很快出任右宗卫右八府车骑将军。仁寿二年（602年），杨矩出任庐州刺史。大业二年（606年），杨矩出任安州刺史。大业三年（607年），隋朝改州为郡，安州改为安陆郡，杨矩改任安陆郡太守。大业四年八月廿四日（608年10月8日），杨矩因病在安陆郡官舍中去世，虚岁六十。大业九年岁次癸酉三月乙亥朔十日甲申（613年4月5日）迁葬于华阴县留名乡归正里的东原。

## 家庭

### 祖父
- 杨钧，北魏使持节、侍中、司空公、雍华二州刺史、临贞恭公[2]

### 父亲
- 杨宽，北周使持节、侍中、尚书左仆射、华州刺史、华山元公[2]

### 兄弟姐妹
- 杨恒，西魏东宫直寝、华州刺史、敷西男，早亡
- 杨文思，隋朝上大将军、左光禄大夫、民部尚书、正平定公
- 杨文宪，隋朝上开府仪同三司、使持节、总管荆复硖鄀鄂岳沣朗辰九州诸军事、荆州刺史、上明恭公
- 杨文志，北周大都督，过继杨宽第五弟杨稚
- 杨文愻，隋朝内史通事舍人、大都督、普安县开国男
- 杨文愿，隋朝右卫翊卫、骠骑大将军、仪同三司、宜阳县开国公
- 杨氏，嫁北周大都督、安□□□□侯达奚昊

### 夫人
- 荥阳郑氏，北周开府仪同、襄城公郑伟之女[2]

### 子女
- 杨孝仪，世子[2]